# Авделеро
Авделеро̀ (на гръцки: Αβδελλερό) е село в Кипър, окръг Ларнака. Според статистическата служба на Република Кипър през 2001 г. селото има 130 жители.
Намира се на 8 km южно от Атиену.